# 荣耀6
华为荣耀6是华为公司生产的平板触屏手机，屏幕尺寸为5.0寸，电池容量为3100mAh，电池续航时间长。

## 发布
2014年6月24日，华为集团荣耀公司在国家奥林匹克体育中心举办发布会，刘江峰主持发布会。在发布会上，刘江峰发布荣耀6，在发布会上一同发布的还有荣耀智能手环、荣耀盒子、荣耀畅玩3c电信版。

## 特征

### 硬件
荣耀6具有5英寸445ppi的触摸屏、带有闪光灯的13 MP后置摄像头和5 MP前置摄像头，有黑色和白色两种颜色。共四种型号：H60-L01、H60-L02、H60-L04、H60-L11、H60-L12。
韩国LG U +版在荣耀6的基础上进行了一些规格调整，并以X3的名称发布。

### 软件
荣耀6预装基于Android KitKat (4.4.4)的EMUI 2.3 ，可升至EMUI 3.0。亦可升至基于Android Lollipop (5.1.1)的EMUI 3.1和基于Android Marshmallow (6.0)的EMUI 4.0。